# Hemileius inornatus
Hemileius inornatus är en kvalsterart som först beskrevs av Pérez-Íñigo 1982.  Hemileius inornatus ingår i släktet Hemileius och familjen Hemileiidae. Inga underarter finns listade i Catalogue of Life.